# Kristina Göhle-Sander
Kristina Göhle-Sander (geboren 22. März 1950) ist eine deutsche Juristin, ehemalige Richterin und Gerichtspräsidentin. 2001 wurde die Juristin als erste Frau an die Spitze des Landesarbeitsgerichts Hamm berufen. Sie hatte das Amt der Gerichtspräsidentin bis 2013 inne.

## Ausbildung
Nach dem Abitur studierte Kristina Göhle-Sander Rechtswissenschaften. Sie beendete das Studium mit der Ersten Juristischen Staatsprüfung. Nach dem Rechtsreferendariat absolvierte sie die Zweite Juristische Staatsprüfung.

## Karriere
Nach richterlicher Tätigkeit an den Arbeitsgerichten Münster und Rheine wurde sie im Juni 1982 nach fünf Jahren im Richteramt zur Direktorin des Arbeitsgerichts Rheine berufen.
Im Jahre 1989 wurde sie als erste Frau zur Vorsitzenden Richterin am Landesarbeitsgericht Hamm ernannt.
Nach einer Abordnung an das Landesarbeitsgericht Brandenburg in den Jahren 1992/1993 wurde Kristina Göhle-Sander am 1. Dezember 1995 zur Vizepräsidentin des Landesarbeitsgerichts Hamm bestellt. Sechs Jahre später, am 1. September 2001, wurde die Juristin Präsidentin dieses Gerichts. Sie hatte dieses Amt bis zum Beginn ihres Ruhestands am 31. Juli 2013 inne.

## Publikationen (Auswahl)

### Kommentare
- Franz Josef Düwell, Kristina Göhle-Sander u. a.: juris PraxisKommentar: Vereinbarkeit von Familie und Beruf. juris Verlag, Saarbrücken 2009, ISBN 978-3-938756-40-9.

### Herausgeberschaft
- Mitherausgeberin der Zeitschrift für Arbeitsrecht, Carl Heymanns Verlag.

### Aufsätze
- Aus der Rechtsprechung der Beschwerdekammern des LAG Hamm. In: Martin Wolmerath, Inken Gallner,  Horst-Dieter Krasshöfer,  Joachim Weyan (Hrsg.): Recht – Politik – Geschichte. Festschrift für Franz Josef Düwell. Nomos Verlagsgesellschaft, Baden-Baden 2011, ISBN 978-3-8329-5782-7.